# Amomyrtella guilii
Espèce
Classification phylogénétique
Amomyrtella guilii est une espèce de plantes à fleurs de la famille des Myrtaceae. 
Elle est originaire d'Amérique du Sud : Bolivie et Argentine

## Synonymes
- Eugenia guilii Speg.
- Myrtus guilii (Speg.) D.Legrand
- Pseudocaryophyllus guilii (Speg.) Burret

### Amomyrtella
- (en) GRIN : genre Amomyrtella  Kausel (+liste d'espèces contenant des synonymes)